# Bell Peak
Der Bell Peak ist ein 1620 m hoher Berg in der antarktischen Ross Dependency. In der Herbert Range des Königin-Maud-Gebirges überragt er südwestlich des Sargent-Gletschers einen sich nach Südosten erstreckenden Felssporn.
Möglicherweise sichtete ihn erstmals der norwegische Polarforscher Roald Amundsen zwischen November und Dezember 1911 bei seiner Südpolexpedition (1910–1912). Eine grobe Kartierung nahmen Teilnehmer der US-amerikanischen Byrd Antarctic Expedition (1928–1930) vor. Das Advisory Committee on Antarctic Names benannte ihn nach G. Grant Bell, der im antarktischen Winter 1962 auf der McMurdo-Station Untersuchungen zur kosmischen Strahlung durchführte.